# Association sportive roannaise XV
Maillots
L’Association sportive roannaise XV est un club français de rugby basé à Roanne, dans le département de la Loire.
Il récolte à son palmarès le titre de champion de France de 2e division en 1929.

## Historique

### Débuts du rugby à Roanne
Le rugby est présent dans la ville dès 1898 avec notamment l’équipe du lycéen de Fauriel.
Ce sport est vite porté par des personnalités de l'industrie et des joueurs convaincus de ses bienfaits.
Le premier club de la ville est né en 1902 avec le Stade roannais, qui porte ensuite le nom de Club sportif Roanne à partir de 1905.
En 1906, il laisse sa place à un autre club, le Sporting Club roannais.
En 1921, un nouveau club est créé à Roanne, le Navarre Athletic Club.

### Création du club
En 1925, le Navarre Athletic Club et le Club nautique de Roanne fusionnent, donnant naissance au Navarre Athletic Club de Roanne.
Le football-rugby, comme on l'appelle alors pour le différencier du football actuel connaît son heure de gloire dans l'entre-deux guerres à Roanne, avec le rugby à XV et aussi le rugby à XIII avec le Racing Club de Roanne XIII.
Classé en milieu de tableau en championnat de France de deuxième division en 1939, le club profite de l'élargissement de l'élite de 42 à 95 clubs pour retrouver la première division. 
En 1940, le club est renommé en tant qu'Association sportive roannaise XV.
Classé en première division à la reprise en 1943, le club continue sa progression.
En 1944, il joue les quarts de finale de la coupe de France, battu par le Toulouse OEC.
En 1945, Roanne atteint les huitièmes de finale du Championnat, battu par Fumel, renforcé par un certain Elie Pebeyre qui avait quitté Brive pendant la guerre pour échapper au STO en Allemagne.
Le club reste ensuite dans l’élite du rugby français jusqu'en 1947, année où il descend en honneur.
Le club est ensuite renforcé par une colonie de joueurs basques avec notamment 3 Bayonnais Etcheverry, Labadie et Houlabat. Il retrouve alors l'élite entre 1951 et 1957, disputant  même un quart de finale du championnat en 1953.
Le club est ensuite relégué en deuxième puis en troisième division nationale.
Il remonte en première division groupe B au milieu des années 1970 avant de redescendre les échelons à partir du début des années 1980.

## Palmarès

### Détail du palmarès
- Championnat de France de première division :
  - Quart de finaliste (1) : 1953
- Coupe de France :
  - Quart de finaliste (1) : 1944
- Championnat de France de deuxième division :
  - Champion (1) : 1929

### Finales disputées
| Date de la finale | Vainqueur  | Score  | Finaliste                 |
| ----------------- | ---------- | ------ | ------------------------- |
| 5 décembre 1929   | NAC Roanne | 11 - 0 | Union sportive carmausine |

## Joueurs célèbres
- Antonin Barbazanges
- Jean Bénetière
- Henri Dechavanne
- Dean Richards